# Point Alpha

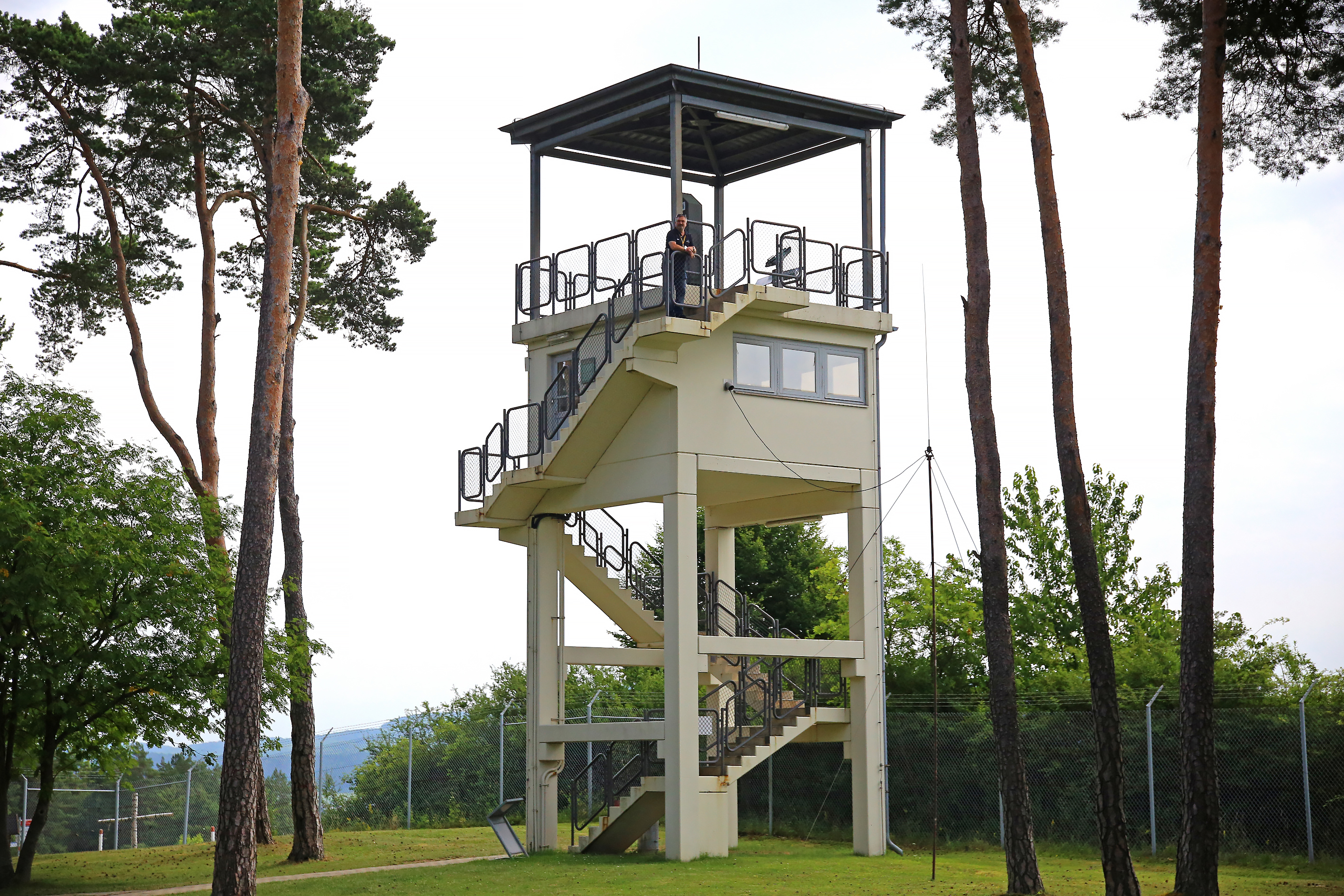
US-Beobachtungsturm Point Alpha: Der Betonturm wurde 1985 errichtet.

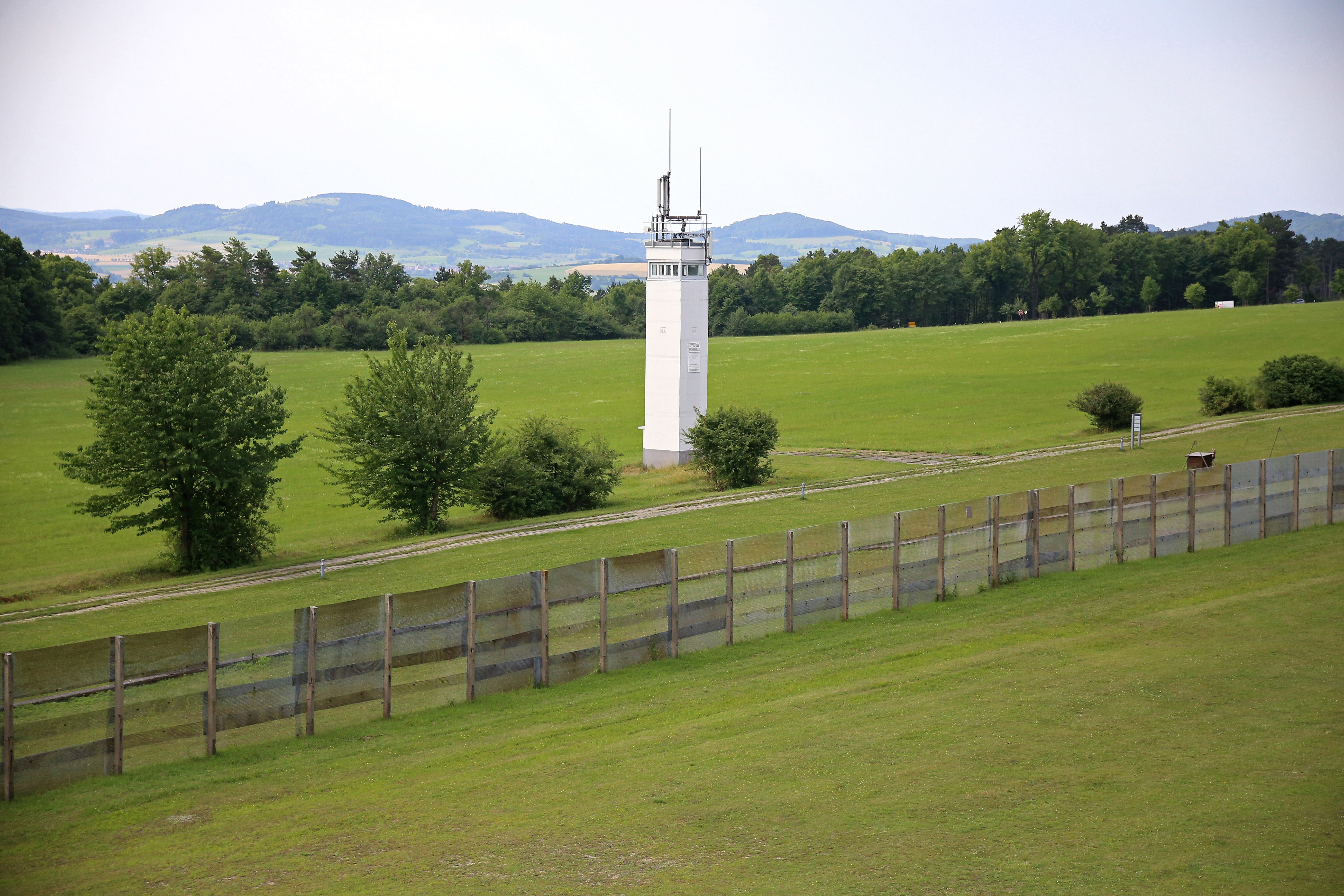
Vom amerikanischen Wachturm aus sind der DDR-Beobachtungsturm, die DDR-Grenzanlagen und das Hinterland bis nach Thüringen hinein zu überblicken.

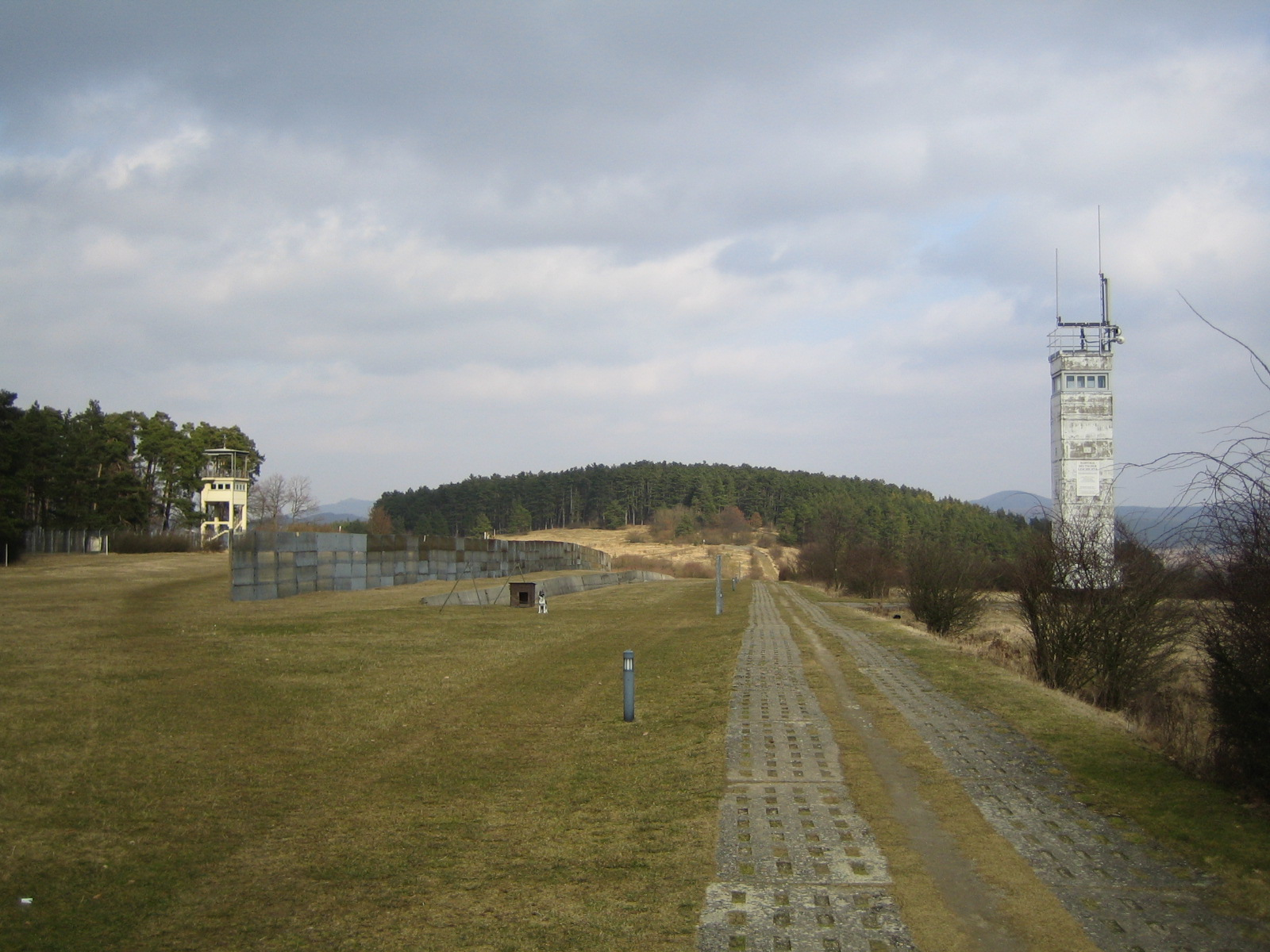
US-Beobachtungsturm, DDR-Grenzsicherungsstreifen, DDR-Beobachtungsturm (v. l. n. r.)

Point Alpha (englisch Observation Post (OP) Alpha) war neben OP Romeo, OP India und OP Oscar einer von vier US-Beobachtungsstützpunkten an der hessischen innerdeutschen Grenze. Heute ist „Point Alpha“ der Name einer Mahn-, Gedenk- und Begegnungsstätte an der Straße zwischen Geisa (Thüringen) und Rasdorf (Hessen) und am Fernradweg Iron Curtain Trail. Aufgrund der Namensähnlichkeit wird er mitunter mit dem Checkpoint Alpha (Grenzübergang Helmstedt/Marienborn) verwechselt.

## Beschreibung

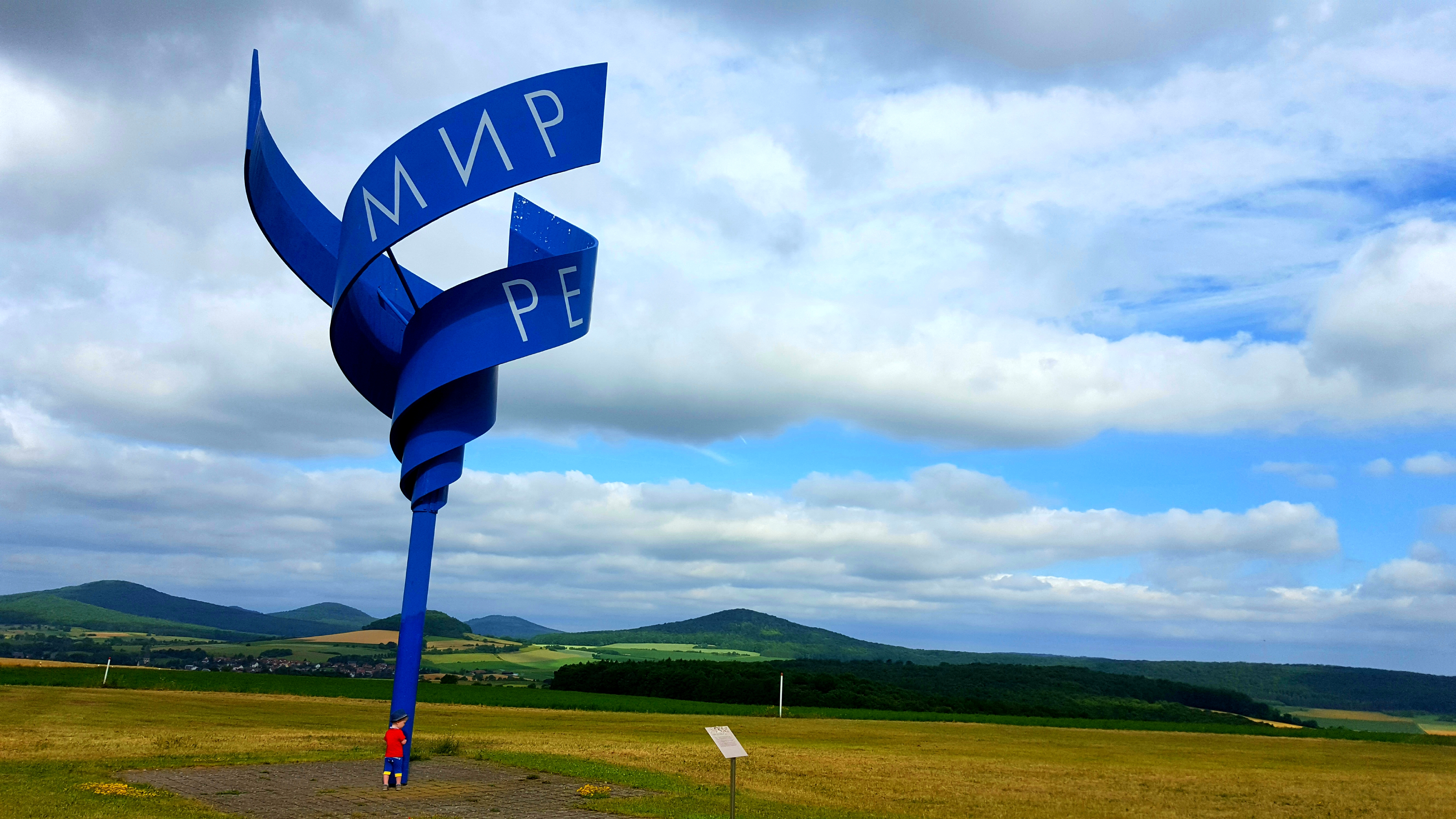
Point Alpha Friedenswindspiel mit Blick auf das hessische Kegelspiel

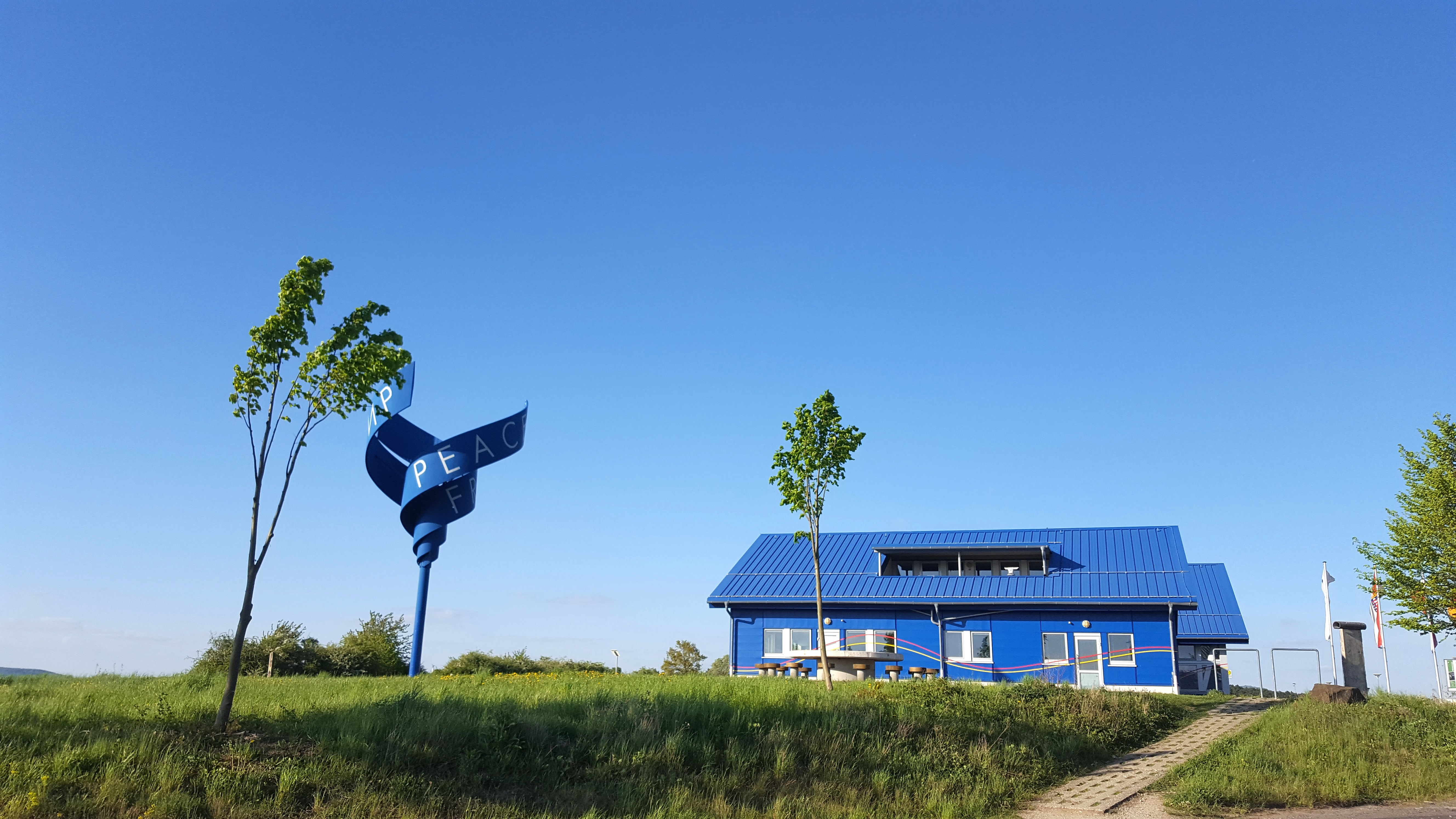
Point Alpha „Das Haus auf der Grenze“ auf der thüringischen Seite

In direkter Nachbarschaft Geisas erfüllte der Beobachtungsstützpunkt „Point Alpha“ bis zum Fall des Eisernen Vorhangs eine wichtige Beobachtungsaufgabe im Verteidigungskonzept der NATO. Auf der anderen Seite der Grenze standen zwar Wach- und Führungstürme der DDR-Grenztruppen, außer diesen Einheiten waren aber keine Truppen des Warschauer Paktes direkt an der Grenze stationiert.
Der Stützpunkt lag im Zentrum der NATO-Verteidigungslinie „Fulda Gap“ (Fuldaer Lücke), in der die NATO im Ernstfall die Invasion der Truppen des Warschauer Pakts erwartete. Die „Fulda Gap“ zog sich von Herleshausen über Fulda bis in die Nähe von Bad Neustadt. Der Name Point Alpha geht darauf zurück, dass es der erste errichtete Beobachtungspunkt war.
Die Bezeichnung „heißester Punkt im Kalten Krieg“ allerdings ist irreführend. Die US Border Observation Points dienten ausschließlich der Beobachtung; bereits bei den ersten handfesten Anzeichen für einen Einmarsch der Warschauer-Pakt-Staaten hätte sich die Besatzung aus Point Alpha zurückgezogen, direkte Kampfhandlungen waren nicht vorgesehen. Nach neueren Forschungsergebnissen wäre das Gebiet rund um Rasdorf/Hünfeld im Kriegsfall aber eines der ersten militärischen Operationsgebiete in der Fulda Gap geworden.
Als Beobachtungspunkt war Point Alpha darüber hinaus deshalb geeignet, weil er sich auf 411 Meter Höhe auf einem Bergzug befindet und damit einen guten Überblick über das angenommene vorderste Aufmarschgebiet des Warschauer Pakts im Ulstergrund bot. Auch für das Abhören des Funkverkehrs aus Richtung Osten waren die geographischen Bedingungen günstig.
Irrtümlicherweise wird immer wieder behauptet, die Grenze bei Point Alpha sei auch der westlichste Punkt der DDR gewesen. Dieser befand sich jedoch etwa 12 km weiter südwestlich, in unmittelbarer Nähe des Dorfes Reinhards (bis zum 2. Oktober 1990 der westlichste bewohnte Ort des Warschauer Paktes), und bildet heute den westlichsten Landpunkt des Bundeslandes Thüringen. Das südlich vom OP Alpha gelegene Geisa war die westlichste Stadt des Warschauer Paktes.

## Geschichte

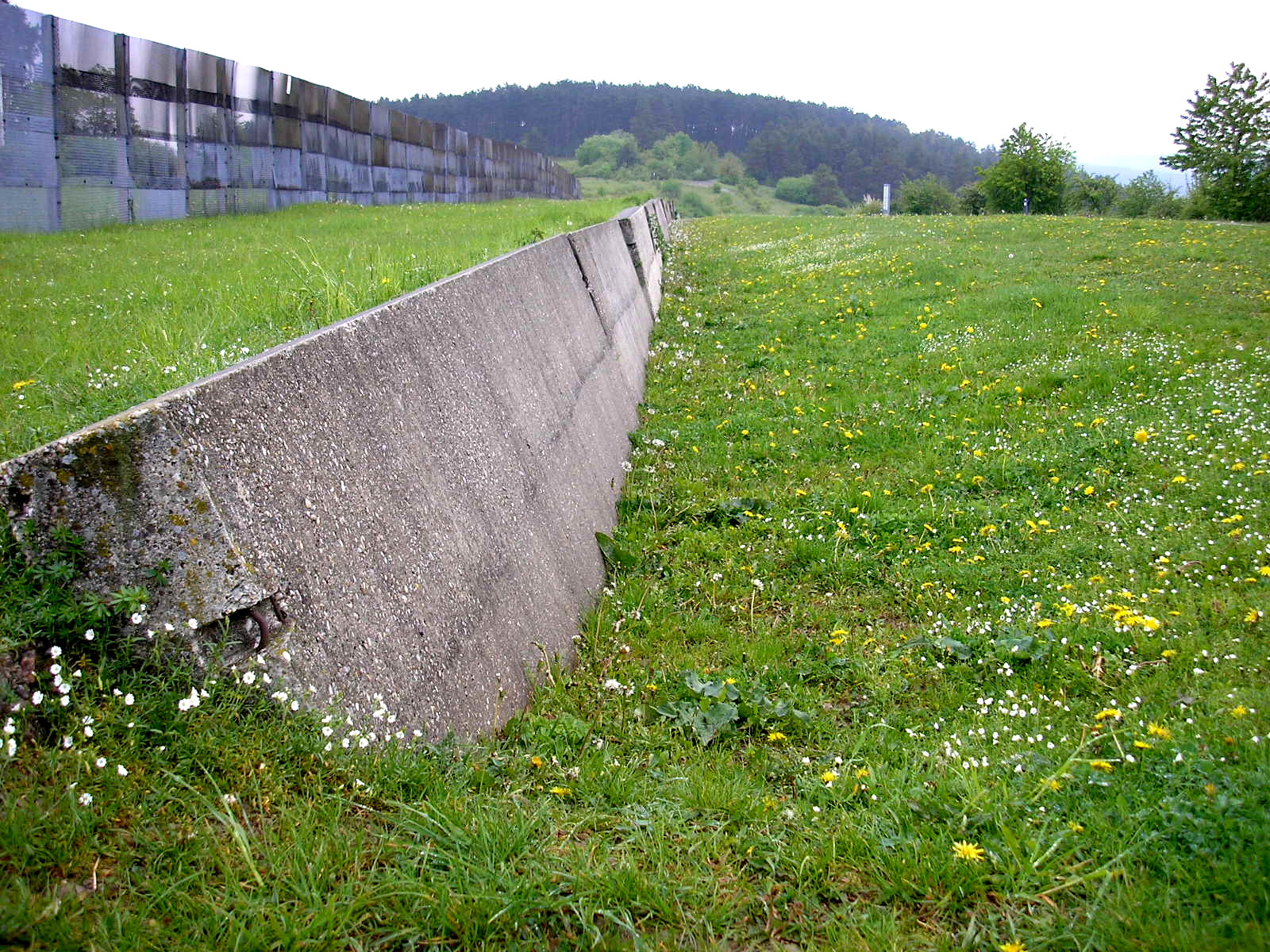
Grenzanlagen – Kfz-Beton-Sperre

1965 wurde das Gelände der US Army überlassen. In den folgenden Jahren entstanden nach ersten Behelfsunterkünften feste Bauwerke. 1968 wurde der erste Beobachtungsturm aus Holz errichtet, 1982 ein Stahlturm und 1985 der heute noch vorhandene Betonturm. Zunächst wurde der Stützpunkt vom 14th Armored Cavalry Regiment (Panzeraufklärer) besetzt. 1972 übernahm das 11th Armored Cavalry Regiment „Blackhorse“ diese Aufgabe. Im normalen Dienstbetrieb waren rund 40 Soldaten jeweils für vier Wochen im Camp Point Alpha stationiert. In Krisensituationen stieg die Besatzung auf bis zu 200 Mann an. 1991 gab die US Army den Standort auf.

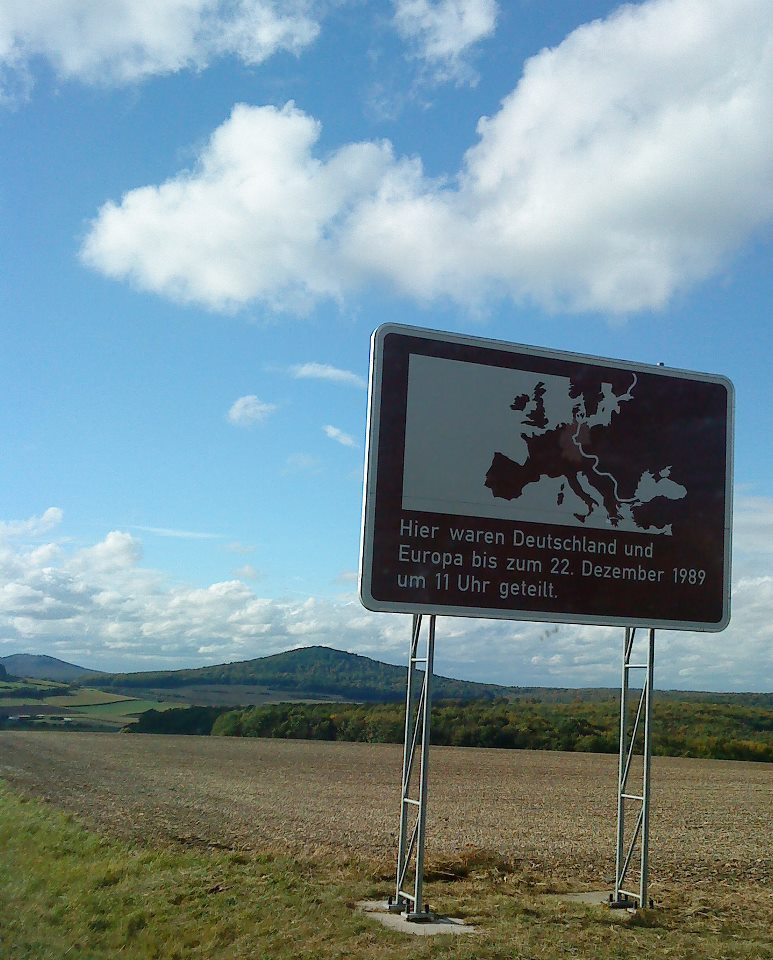
Hinweistafel in der Nähe von Point Alpha an der Landstraße mit Blickrichtung auf Hessen

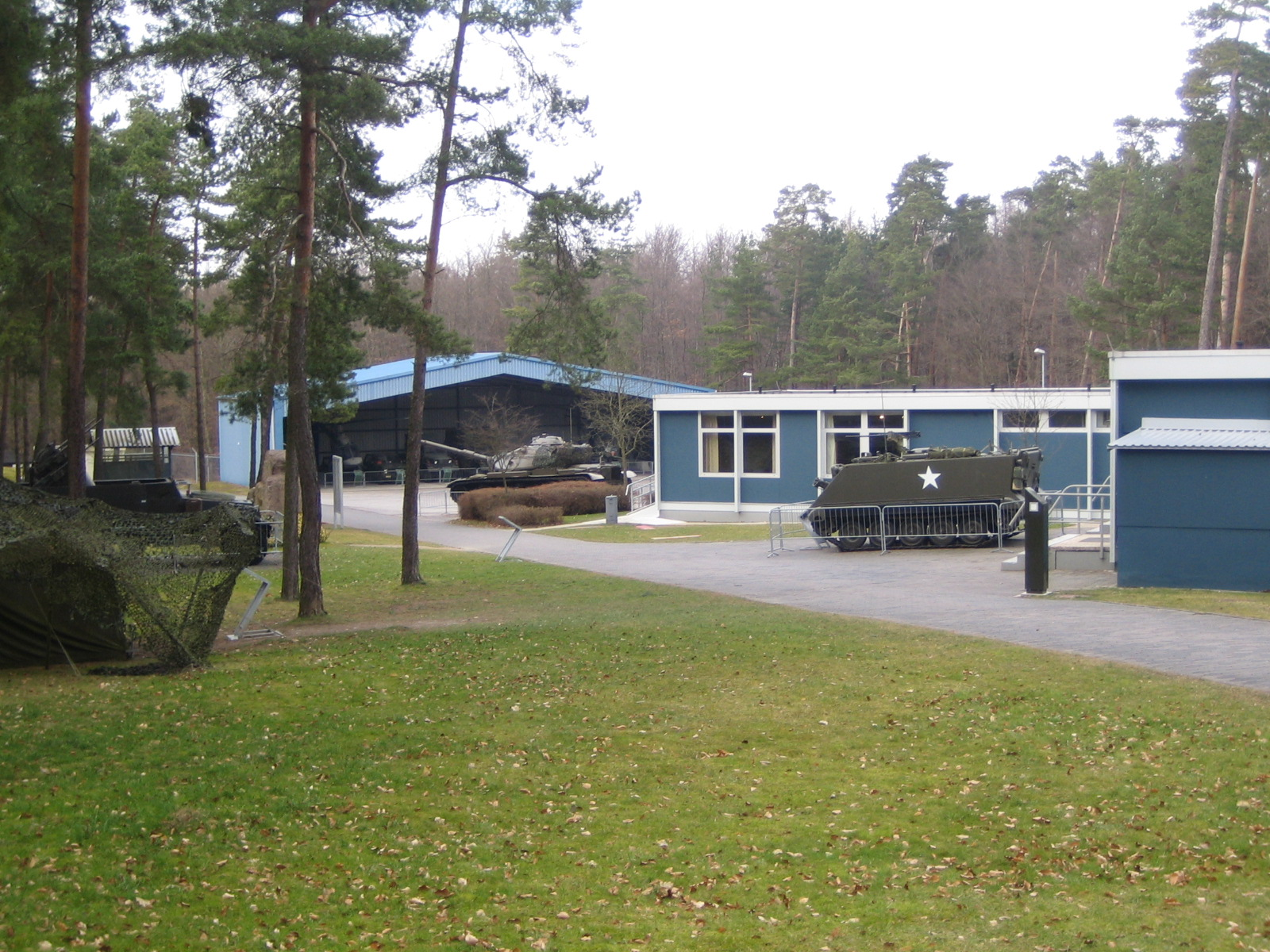
Ehemaliger US-Beobachtungsstützpunkt mit Unterkünften; heute: Gedenkstätte Point Alpha

Zunächst war geplant, die Anlage ebenso wie die übrigen Beobachtungsposten an der innerdeutschen Grenze abzureißen. Die damalige rot-grüne Landesregierung sprach sich aus Kostengründen gegen den Erhalt der Anlage und für deren Renaturierung aus. Auf Betreiben des Journalisten Berthold Dücker bildete sich schnell eine Bürgerinitiative, die das verhindern wollte und sich zu diesem Zweck vor allem mit der hessischen Landesregierung auseinandersetzte. Bis Ende 1994 wurde das Camp als Unterkunft für Asylbewerber genutzt und 1995 unter Denkmalschutz gestellt. Der im selben Jahr gegründete Verein Grenzmuseum Rhön Point Alpha e. V. begann mit dem Aufbau der heutigen Gedenkstätte und wurde dabei vor allem von der thüringischen Landesregierung unterstützt.
Heute umfasst der Komplex nicht nur den amerikanischen Stützpunkt auf der hessischen Seite, sondern auch einen Streifen der originalen Grenzsicherungsanlagen der DDR und das „Haus auf der Grenze“ mit einer Dauerausstellung zum Grenzregime im Kontext des Kalten Krieges auf Thüringer Seite. Teile des ehemaligen Kolonnenweges sind ein Wanderweg, der Point-Alpha-Weg und Standort eines 1400 Meter langen Kreuzweges namens „Weg der Hoffnung“, deren 14 Stationen der Bildhauer Ulrich Barnickel schuf.
Am 28. Dezember 2010 stürzte durch eine große Schneelast das Dach der historischen Fahrzeughalle von Point Alpha ein. Dabei entstand an einem ehemaligen Hubschrauber des Bundesgrenzschutzes sowie einem amerikanischen Hubschrauber Totalschaden. Die Halle wurde 2011/12 originalgetreu wieder aufgebaut, die Alouette II des Bundesgrenzschutzes wurde komplett restauriert; eine Bell UH-1 ergänzt die Sammlung.
Seit dem Abzug der US Army 1991 findet jährlich eine Zeremonie anlässlich der Last Border Patrol statt. Kadetten der High School des amerikanischen Verteidigungsministeriums in Wiesbaden wechseln die amerikanische Flagge und diskutieren mit Schülern aus Hessen und Thüringen.
Das Baumdenkmal für die Deutsche Einheit unterhalb des Aussichtsturms, westsüdwestlich der Gedenkstätte wurde am 22. Dezember 2022, dem 33. Jahrestag der Grenzöffnung zwischen Geisa und Rasdorf, gepflanzt.

## Point-Alpha-Stiftung

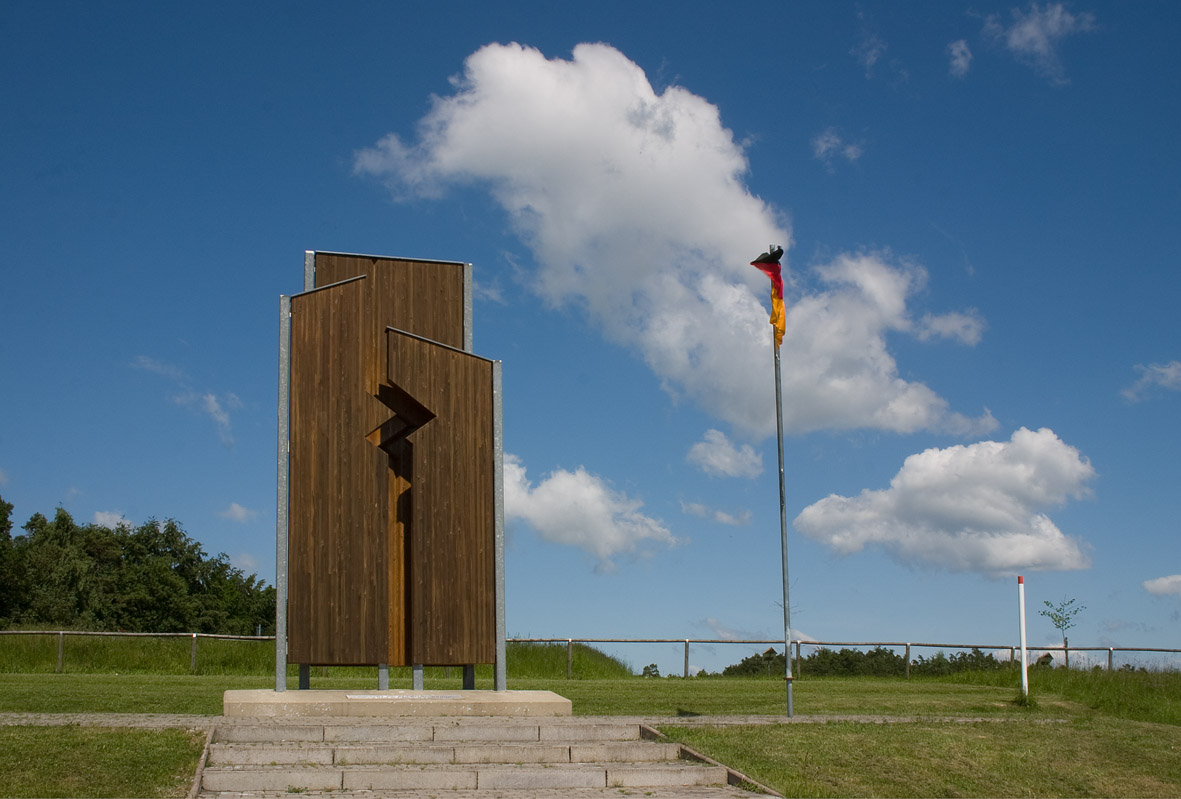
Mahnmal Point Alpha

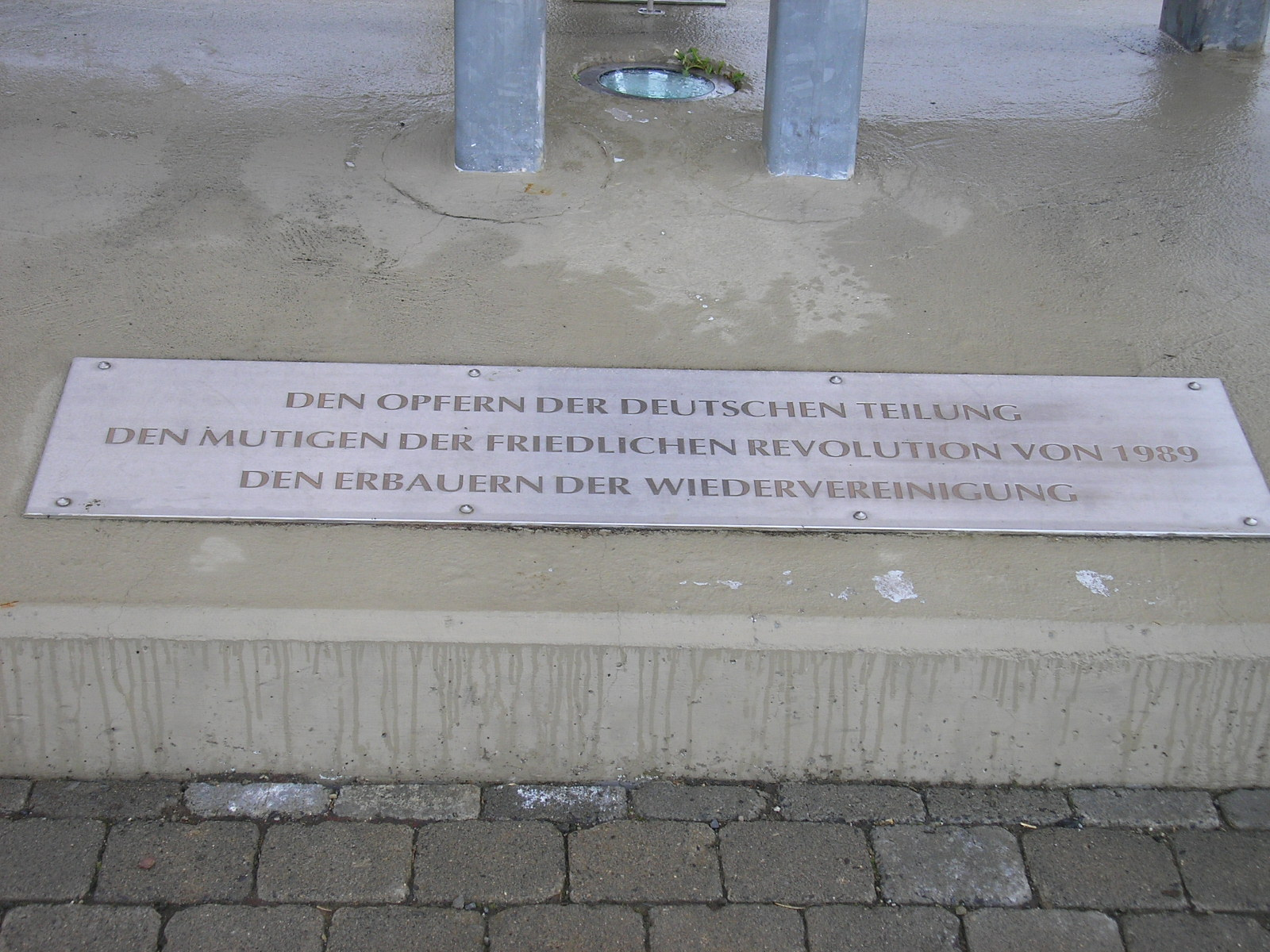
Inschrift am Mahnmal: „Den Opfern der deutschen Teilung. Den Mutigen der friedlichen Revolution von 1989. Den Erbauern der Wiedervereinigung.“

Die Point-Alpha-Stiftung ist seit 2008 Trägerin der Mahn-, Gedenk- und Bildungsstätte. Stiftungsgründer sind die Länder Hessen und Thüringen, der Landkreis Fulda und der Wartburgkreis, die beiden Kommunen Geisa und Rasdorf sowie die schon bestehenden Trägervereine. Das Gründungskapital beträgt 9,2 Mio. Euro. Ziel der Stiftung ist, den ehemaligen Militärstützpunkt – als Beitrag zur Förderung politischer Bildung und Erziehung, zur wissenschaftlichen Aufarbeitung der Geschichte der deutschen Teilung sowie für die Erschließung, Erforschung und Bewahrung von Zeitdokumenten – zu bewahren und für die Öffentlichkeit zugänglich zu halten.
Der Point-Alpha-Preis wird seit 2005 vom Kuratorium Deutsche Einheit e. V. (KDE) für besondere Verdienste um die Einheit Deutschlands und Europas in Frieden und Freiheit vergeben. Bisherige Preisträger waren George H. W. Bush, Michail Gorbatschow und Helmut Kohl (2005), der ehemalige und mittlerweile verstorbene tschechische Staatspräsident Václav Havel (2008), die DDR-Bürgerbewegung in Person von Freya Klier, Ehrhart Neubert sowie Konrad Weiß (2009), Altbundeskanzler Helmut Schmidt (2010), der ehemalige spanische Ministerpräsident Felipe González (2011), Lech Wałęsa (2013) und der ehemalige ungarische Ministerpräsident Miklós Németh (2014).
Die Point-Alpha-Stiftung und die Stadt Geisa haben am 13. August 2010 die gemeinnützige Gesellschaft „Point Alpha Akademie gGmbH“ gegründet. Die Akademie ergänzt die Angebote rund um Point Alpha mit einem eigenen Seminar- und Veranstaltungsprogramm. Damit wird der Bildungsauftrag der Point-Alpha-Stiftung umgesetzt.
Im Juni 2018 trat die Direktorin, Ricarda Steinbach, zurück.
Ebenso traten Joachim-Felix Leonhard, Gründungsvorsitzender des Wissenschaftlichen Beirats, und mehrere andere Funktionsträger zurück. Der hessische SPD-Fraktionsvorsitzende Thorsten Schäfer-Gümbel forderte die hessische Landesregierung auf, gemeinsam mit dem Land Thüringen die Differenzen zu klären und die Arbeit „wieder ins Lot zu bringen“.
Die Stiftung unterhält intensive Kooperationsprogramme mit verschiedenen Organisationen in den Vereinigten Staaten. Mehrmals im Jahr besuchen Lehrer aus den USA im Rahmen des Transatlantic Outreach Program (TOP) die Gedenkstätte. 2018 waren erstmals Studenten der US-Militärakademie West Point zu Studienzwecken in der Stiftung zu Gast.
Anlässlich des zehnjährigen Bestehens der Stiftung diskutierten im August 2018 die Ministerpräsidenten von Hessen und Thüringen, Volker Bouffier und Bodo Ramelow, über „10 Jahre Point Alpha Stiftung – Bilanz eines Projektes der deutschen Einheit und Blick in die Zukunft als Erinnerungsort“.

## Dokumentarfilme
- Halt! Hier Grenze – Auf den Spuren der innerdeutschen Grenze. 59 Min. Regie: Christian Gierke. Deutschland 2005.
- Point Alpha – Der heißeste Punkt des Kalten Krieges (= Der Osten – Entdecke wo du lebst. Folge 333). 45 min. Drehbuch und Regie: Dirk Schneider. Deutschland 2019.[16][17]

## Artikel
(in chronologischer Sortierung:)
- Sumi Somaskanda: Cold War tourism at Fulda Gap. In: GlobalPost. 13. Juni 2009 (englisch).
- Joshua Hammer: Biking the Iron Curtain Trail. In: The New York Times. 24. Juli 2009, archiviert vom Original (nicht mehr online verfügbar) am 20. Juni 2018 (englisch).
- Gedenk-Projekt – Nahtstelle der Erinnerung. In: Rheinischer Merkur 32/2009. 6. August 2009 ehemals im Original (nicht mehr online verfügbar) (keine Mementos). (Seite nicht mehr abrufbar. Suche in Webarchiven)
- Derek Scally: The point where the cold war could have turned hot. In: The Irish Times. 12. August 2009 (englisch).
- Roman Kessler: Remembering the Iron Curtain. (Video, 3:28 min; 8,3 MB) In: The Wall Street Journal Online. 6. November 2009 (englisch).